# Cách mạng Bolivar
Cách mạng Bolivar là một quá trình chính trị ở Venezuela do cố Tổng thống Venezuela Hugo Chávez, người sáng lập Phong trào Cộng hòa thứ năm và sau đó là Đảng Xã hội Thống nhất Venezuela (PSUV). Cuộc cách mạng Bolivar được đặt theo tên của Simón Bolívar, một nhà lãnh đạo cách mạng người Venezuela và người Mỹ Latinh đầu thế kỷ 19, nổi bật trong các cuộc chiến tranh giành độc lập của người Mỹ gốc Tây Ban Nha nhằm giành độc lập cho hầu hết miền bắc Nam Mỹ khỏi ách thống trị của Tây Ban Nha. Theo Chávez và những người ủng hộ khác, Cách mạng Bolivar tìm cách xây dựng một liên minh liên Mỹ để thực hiện chủ nghĩa Bolivar, chủ nghĩa dân tộc và một nền kinh tế do nhà nước lãnh đạo.
Vào sinh nhật thứ 57 của mình, trong khi tuyên bố rằng ông đang điều trị ung thư, Chávez tuyên bố rằng ông đã thay đổi khẩu hiệu của Cách mạng Bolivar từ "Quê hương, chủ nghĩa xã hội hay cái chết" thành "quê hương xã hội chủ nghĩa và chiến thắng.  Chúng ta sẽ sống và chúng ta sẽ chiến thắng".
Tính đến năm 2018, đại đa số các văn phòng thị trưởng và quản giáo được các ứng cử viên của PSUV nắm giữ, trong khi liên minh Dân chủ (MUD) đối lập giành được hai phần ba số ghế trong quốc hội năm 2015. Sự thù địch chính trị giữa PSUV và MUD đã dẫn đến một số sự cố trong đó cả các cuộc biểu tình ủng hộ chính phủ và phe đối lập đã trở nên bạo lực, với kết quả ước tính 150 người chết trong năm 2017. Ngoài ra, có những tuyên bố và phản tố liên quan đến việc bỏ tù các nhân vật đối lập, với việc chính phủ tuyên bố rằng tình trạng chính trị của họ không cản trở cũng không thúc đẩy việc truy tố các tội ác mà họ đã bị kết án, trong khi phe đối lập tuyên bố rằng các vụ bắt giữ và buộc tội này có động cơ chính trị. Do các chính sách dân túy do chính phủ Bolivar khởi xướng, nền kinh tế của Venezuela đã nhanh chóng xấu đi, dẫn đến lạm phát phi mã, thiếu lương thực và thuốc men và tỷ lệ tội phạm gia tăng.

## Bối cảnh
Simón Bolívar đã để lại dấu ấn lâu dài trong lịch sử Venezuela nói riêng và Nam Mỹ nói chung.
Là một học viên quân sự, Hugo Chávez là "người sống trong câu chuyện đam mê của người Bolivar". Chávez đã dựa vào những ý tưởng của Bolívar và về Bolívar như một biểu tượng phổ biến sau này trong sự nghiệp quân sự của mình khi ông kết hợp với phong trào MBR-200 của mình để trở thành phương tiện cho nỗ lực đảo chính năm 1992 của ông.
Nam Mỹ vào cuối những năm 1980 và đầu những năm 1990 vừa mới hồi phục sau cuộc khủng hoảng nợ Mỹ Latinh vào giữa những năm 1980 và nhiều chính phủ đã áp dụng chính sách thắt lưng buộc bụng và tư nhân hóa để tài trợ cho các khoản vay của Quỹ Tiền tệ Quốc tế (IMF). Sau khi Chiến tranh Lạnh kết thúc và sự sụp đổ của các chế độ độc tài quân sự ở Brazil, Argentina, Chile và Uruguay, các phong trào xã hội bao gồm Công đoàn lao động và cư dân bản địa  phản đối sự khắc khổ và kêu gọi xóa nợ, đôi khi dẫn đến đụng độ với nhà nước (xem Caracazo và cuộc đảo chính của Ecuador 2000). Chính trong bối cảnh đó, Chávez và MBR-200 (với tư cách là Phong trào Cộng hòa thứ năm) đã giành chiến thắng trong cuộc bầu cử năm 1998 và khởi xướng quá trình cấu thành dẫn đến Hiến pháp Venezuela năm 1999.

## Chính sách

### Trong nước
Chính sách Chavismo bao gồm quốc hữu hóa, các chương trình phúc lợi xã hội (sứ mệnh Bolivar) và sự phản đối chủ nghĩa mới (đặc biệt là các chính sách của IMF và Ngân hàng Thế giới). Theo Hugo Chávez, chủ nghĩa xã hội Venezuela chấp nhận sở hữu tư nhân, nhưng chủ nghĩa xã hội này cũng tìm cách thúc đẩy tài sản xã hội. Chavismo cũng hỗ trợ dân chủ có sự tham gia và dân chủ tại nơi làm việc. Vào tháng 1 năm 2007, Chávez đã đề xuất xây dựng nhà nước xã, với ý tưởng chính là xây dựng các thể chế tự trị như hội đồng xã, xã và thành phố xã.

### Quốc tế
Theo Trung tâm vũ khí kết hợp của quân đội Mỹ: 
 Vài năm sau khi Chávez lên nắm quyền vào năm 1999, ông bắt đầu thực hiện một kế hoạch chiến lược chính trị mà ông gọi là 'Cách mạng Bolivar', đe dọa hòa bình Mỹ Latinh.  Kế hoạch của Chávez được đặc trưng bởi tư thế thù địch và đối đầu với Mỹ, các hành động được thiết kế để xuất khẩu mô hình xã hội chủ nghĩa, độc đoán của Chávez sang các quốc gia khác trong khu vực và chính sách đối ngoại lôi kéo Venezuela vào các cuộc xung đột cấp quốc tế.
 Chávez được coi là một nhà lãnh đạo của "thủy triều hồng ", một sự chuyển hướng sang các chính phủ cánh tả trong các nền dân chủ Mỹ Latinh. Các nhà phân tích đã chỉ ra thêm những người chống Mỹ, dân túy và những đặc điểm độc đoán trong các chính phủ đó.
Chávez đã tập trung lại chính sách đối ngoại của Venezuela về hội nhập kinh tế và xã hội Mỹ Latinh bằng cách ban hành các hiệp định thương mại và hỗ trợ đối ứng song phương, bao gồm cái gọi là "ngoại giao dầu mỏ", khiến Venezuela phụ thuộc nhiều hơn vào việc sử dụng dầu (hàng hóa chính của họ) và tăng lỗ hổng dài hạn của nó. Mặc dù Chávez đã truyền cảm hứng cho các phong trào khác ở Châu Mỹ Latinh theo mô hình chavismo của mình trong nỗ lực định hình lại Nam Mỹ, nhưng sau đó nó bị coi là thất thường và ảnh hưởng của anh ta đã bị phóng đại, khi thủy triều hồng bắt đầu lắng xuống vào năm 2009.

## Sứ mệnh Bolivar
Các chương trình xã hội (được gọi là "sứ mệnh" ở Venezuela) ra đời trong nhiệm kỳ của Hugo Chávez đã tìm cách giảm chênh lệch xã hội và được tài trợ phần lớn từ nguồn thu từ dầu mỏ. Tính bền vững và thiết kế của các chương trình phúc lợi đã nhận được cả ca ngợi và chỉ trích. Ví dụ cụ thể của các chương trình xã hội được liệt kê dưới đây.

### Kế hoạch Bolívar 2000
Kế hoạch Bolívar 2000 là kế hoạch đầu tiên trong các sứ mệnh Bolivar được ban hành dưới sự điều hành của Tổng thống Venezuela Hugo Chávez. Theo Bộ Ngoại giao Mỹ, Chávez muốn "gửi thông điệp rằng quân đội không phải là một lực lượng đàn áp phổ biến, mà là một lực lượng để phát triển và an ninh". Bộ Ngoại giao Hoa Kỳ cũng bình luận rằng điều này đã xảy ra "chỉ 23 ngày sau khi nhậm chức" và ông muốn cho những người ủng hộ gần nhất của mình "rằng ông đã không quên họ". Kế hoạch có sự tham gia của khoảng 40.000 binh sĩ Venezuela tham gia vào các hoạt động chống đói nghèo, bao gồm tiêm chủng hàng loạt, phân phối thực phẩm ở các khu ổ chuột và giáo dục. Một số vụ bê bối ảnh hưởng đến chương trình khi các cáo buộc tham nhũng được đưa ra để chống lại các Tướng tham gia vào kế hoạch này, cho rằng số tiền đáng kể đã bị chuyển hướng.

### Sứ mệnh Barrio Adentro
Nhiệm vụ là cung cấp dịch vụ chăm sóc sức khỏe, chăm sóc nha khoa và thể thao được tài trợ công khai toàn diện cho các cộng đồng nghèo và bị thiệt thòi ở Venezuela. Barrio Adentro đã xây dựng hàng ngàn phòng khám y tế hai tầng mang tính biểu tượng, tư vấn hay văn phòng bác sĩ, cũng như nhân viên với các chuyên gia y tế được chứng nhận thường trú. Barrio Adentro tạo thành một nỗ lực để cung cấp một hình thức chăm sóc y tế toàn dân chính thức, tìm cách đảm bảo quyền tiếp cận chăm sóc y tế từ khi sinh ra cho dến khi qua đời cho tất cả công dân Venezuela. Tính đến năm 2006, đội ngũ nhân viên bao gồm 31.439 chuyên gia, nhân viên kỹ thuật và kỹ thuật viên y tế, trong đó 15.356 là bác sĩ Cuba và 1.234 bác sĩ Venezuela. Chi nhánh Mỹ Latinh của Tổ chức Y tế Thế giới và UNICEF đều ca ngợi chương trình này. Mặc dù kết quả tích cực đã đến từ sứ mệnh, cũng đã có một số cuộc đấu tranh. Vào tháng 7 năm 2007, Douglas León Natera, Chủ tịch Liên đoàn Y tế Venezuela, báo cáo rằng có tới 70% các mô-đun của Barrio Adentro bị bỏ rơi hoặc bị bỏ dở. Vào năm 2014, cư dân ở Caracas cũng phàn nàn về dịch vụ này mặc dù có nguồn tài trợ lớn từ chính phủ Venezuela.

### Sứ mệnh Habitat
Mục tiêu của Sứ mệnh Habitat là xây dựng hàng ngàn nhà ở mới cho người nghèo. Chương trình cũng tìm cách phát triển các khu nhà ở dễ chịu và tích hợp, cung cấp đầy đủ các dịch vụ xã hội, từ giáo dục đến chăm sóc sức khỏe, giống như tầm nhìn của Chủ nghĩa Đô thị Mới. Theo El Universal của Venezuela, một trong những điểm yếu nổi bật của chính quyền Chávez là không đạt được mục tiêu xây dựng nhà ở. Chávez hứa sẽ xây dựng 150.000 ngôi nhà trong năm 2006, nhưng trong nửa đầu năm chỉ hoàn thành 24% mục tiêu đó, với 35.000 ngôi nhà.

### Sứ mệnh Mercal

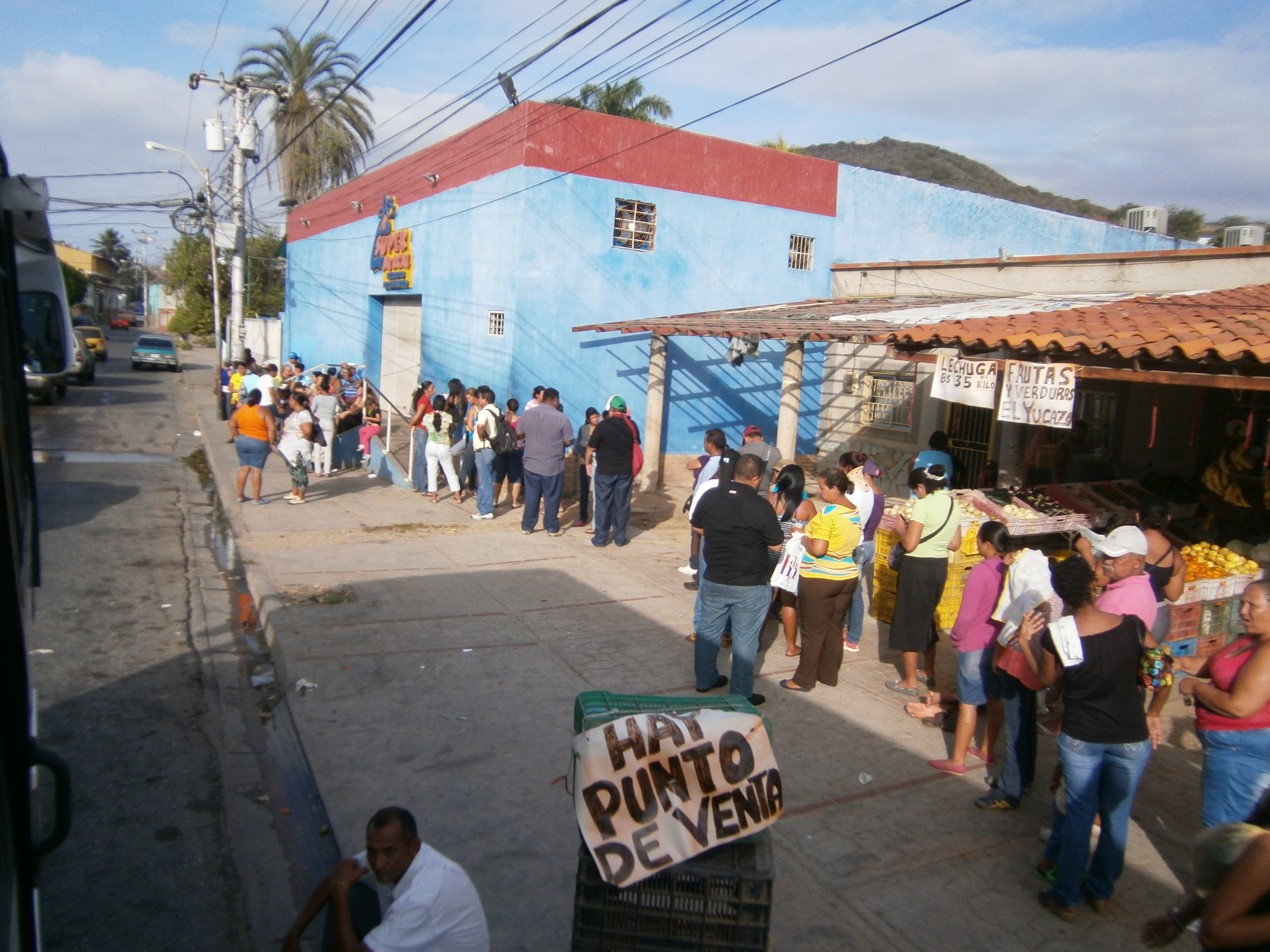
Người mua hàng đang xếp hàng tại cửa hàng Mercal

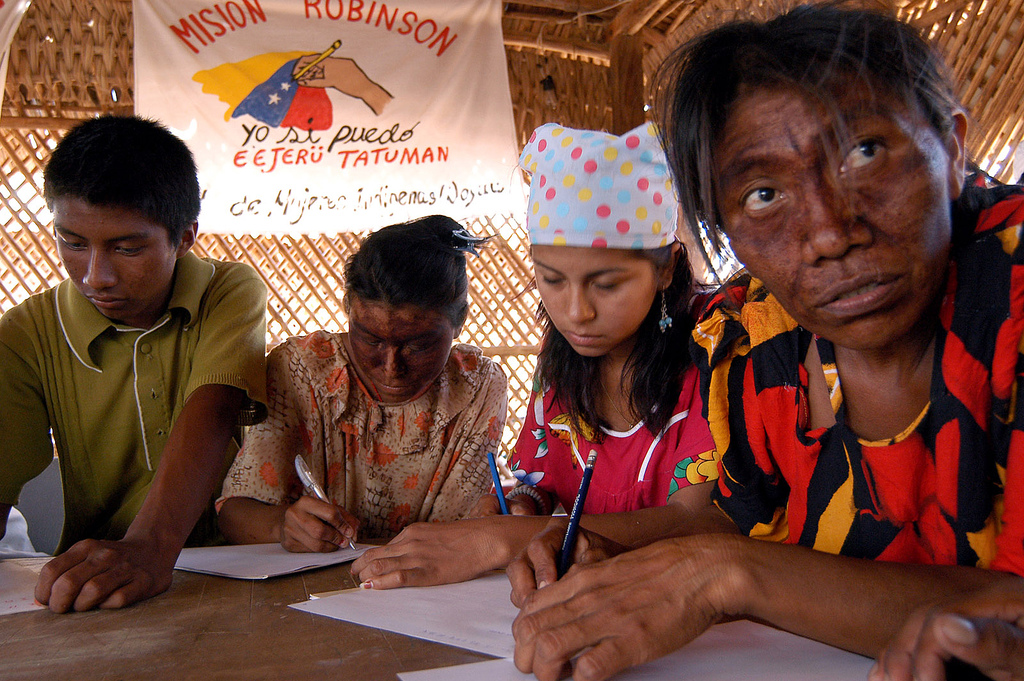
Sứ mệnh Robinson của chính phủ Hugo Chavez ở Venezuela thúc đẩy giáo dục Wayuu

Nhiệm vụ liên quan đến một công ty nhà nước có tên Mercados de Alimentos, CA (MERCAL), chuyên cung cấp thực phẩm được trợ cấp và hàng hóa cơ bản thông qua một chuỗi cửa hàng trên toàn quốc. Năm 2010, Mercal được báo cáo là có 16.600 cửa hàng, "từ các cửa hàng ở góc phố đến các cửa hàng kho lớn", ngoài ra còn có 6.000 bếp nấu súp. Mercal sử dụng 85.000 công nhân. Trong năm 2006, khoảng 11,36 triệu người Venezuela được hưởng lợi từ các chương trình thực phẩm của Mercal một cách thường xuyên. Ít nhất 14.208 trang web phân phối thực phẩm Sứ mệnh Mercal đã được lan truyền khắp Venezuela và 4.543 tấn thực phẩm được phân phối mỗi ngày. Trong thời gian gần đây, những khách hàng phải chờ đợi hàng dài để được giảm giá sản phẩm nói rằng thiếu sản phẩm trong các cửa hàng Mercal và các mặt hàng có sẵn tại các cửa hàng thay đổi liên tục. Một số khách hàng phàn nàn về việc phân phối được thực thi tại các cửa hàng Mercal do thiếu sản phẩm. Trong một số trường hợp, các cuộc biểu tình đã xảy ra do sự thiếu hụt trong các cửa hàng.

### Sứ mệnh Robinson
Chương trình này sử dụng các tình nguyện viên để dạy đọc, viết và số học cho hơn 1,5 triệu người lớn Venezuela không biết chữ trước cuộc bầu cử của Chávez vào vị trí tổng thống năm 1999. Chương trình này mang tính chất quân sự-dân sự và đưa các binh sĩ đến giữa các địa điểm khác, xa xôi và nguy hiểm để tiếp cận những công dân trưởng thành bị thất học, bị bỏ rơi và bị thiệt thòi nhất để cho họ đi học và học bài thường xuyên. Vào ngày 28 tháng 10 năm 2005, Venezuela tuyên bố mình là "Lãnh thổ không mù chữ", đã tăng trong ước tính ban đầu tỷ lệ biết chữ lên khoảng 99%, mặc dù con số thống kê sau đó đã thay đổi thành 96%. Theo tiêu chuẩn của UNESCO, một quốc gia có thể được tuyên bố là "không mù chữ" nếu 96% dân số trên 15 tuổi có thể đọc và viết.
Theo Francisco Rodríguez và Daniel Ortega của IESA, đã có "bằng chứng nhỏ" về "hiệu quả có thể phân biệt được về mặt thống kê đối với nạn mù chữ ở Venezuela". Chính phủ Venezuela tuyên bố rằng họ đã dạy 1,5 triệu người Venezuela đọc, nhưng nghiên cứu cho thấy "chỉ có 1,1 triệu người không biết chữ bắt đầu" và việc giảm mù chữ dưới 100.000 có thể được quy cho người lớn tuổi và đã chết. David Rosnick và Mark Weisbrot thuộc Trung tâm Nghiên cứu Kinh tế và Pplicy đã trả lời những nghi ngờ này, nhận thấy rằng dữ liệu được sử dụng bởi Rodríguez và Ortega là một thước đo quá thô thiển vì Khảo sát hộ gia đình mà nó bắt nguồn không bao giờ được thiết kế để đo lường khả năng đọc viết hoặc đọc và phương pháp của họ không phù hợp để cung cấp bằng chứng thống kê về quy mô chương trình xóa mù chữ quốc gia của Venezuela. Rodríguez đã phản ứng với phản bác của Weisbrot bằng cách cho thấy Weisbrot sử dụng dữ liệu sai lệch, thiếu chính xác và lập luận mù chữ mà Weisbrot sử dụng cho thấy điều ngược lại hoàn toàn với những gì Weisbrot đang cố gắng truyền đạt.

## Suy tàn
Sau cái chết của Hugo Chávez, người kế nhiệm Nicolás Maduro đã phải đối diện hậu quả vì các chính sách của Chávez, theo đó tính nhiệm của dân chúng dành cho Maduro dần xuống thấp cùng lúc có các cuộc biểu tình ở Venezuela bắt đầu nổ ra vào năm 2014. Chính quyền Chávez và Maduro thường đổ lỗi cho những khó khăn mà Venezuela phải đối mặt với sự can thiệp của nước ngoài vào các vấn đề của đất nước.
Kể từ năm 2016, Venezuela đã bị lạm phát phi mã và mất việc làm và thu nhập đáng kể (giá tiêu dùng tăng 800% và nền kinh tế ký hợp đồng 19% trong năm 2016), nạn đói lan rộng ("Khảo sát điều kiện sống của Venezuela" (ENCOVI) tìm thấy gần 75% dân số đã mất trung bình ít nhất 8,7 kg trọng lượng do thiếu dinh dưỡng hợp lý) và tỷ lệ giết người tăng vọt (90 người trên 100.000 người đã bị sát hại ở Venezuela vào năm 2015 so với 5 trên 100.000 ở Hoa Kỳ theo Đài quan sát bạo lực Venezuela).

Theo Tổ chức Theo dõi Nhân quyền 
 Để bịt miệng các nhà phê bình, chính phủ đã tiến hành các vụ bắt giữ rộng rãi và đàn áp khác.  Kể từ năm 2014, chúng tôi đã ghi nhận phản ứng dữ dội của lực lượng an ninh đối với các cuộc biểu tình, với việc đánh đập và bắt giữ những người biểu tình ôn hòa và thậm chí là người ngoài cuộc và tra tấn trong trại giam.  Diễn đàn Hình sự Venezuela, một nhóm phi chính phủ cung cấp trợ giúp pháp lý cho những người bị giam giữ, đếm hơn 90 người mà họ coi là tù nhân chính trị. 
 Theo tiêu chuẩn chính sách quốc tế, "cách mạng Bolivar là một thất bại không phải vì lý tưởng của nó là không thể thực hiện được mà bởi vì các nhà lãnh đạo của nó cũng tham nhũng như những gì họ chê bai", với chính phủ Bolivar dựa vào dầu mỏ kiến nền kinh tế của họ bị Bệnh Hà Lan. Do chính sách của chính phủ Bolivar, người Venezuela bị thiếu hụt, lạm phát, tội phạm và các vấn đề kinh tế xã hội khác, với nhiều người Venezuela phải rời khỏi quê hương để tìm kiếm một cuộc sống tốt hơn ở nơi khác.

### Cộng đồng Bolivar tha hương
Sau Cách mạng Bolivar, nhiều người Venezuela giàu có đã tìm cuộc sống ở các quốc gia khác. Theo Newsweek, "cuộc tha hương của người Bolivar là một sự đảo ngược của cải tài sản trên quy mô lớn". Sự đảo ngược đó được so sánh là khi ở thế kỷ 20 "Venezuela là thiên đường cho những người nhập cư chạy trốn khỏi sự đàn áp và không khoan dung của Thế giới cũ". El Universal giải thích "cuộc tha hương của người Bolivar" ở Venezuela xãy ra là vì "sự suy thoái của cả nền kinh tế và kết cấu xã hội, tội phạm tràn lan, sự không chắc chắn và thiếu hy vọng về sự thay đổi lãnh đạo trong tương lai gần".
Năm 1998, năm Chavez được bầu lần đầu tiên, chỉ có 14 người Venezuela được cấp tị nạn tại Hoa Kỳ. Chỉ trong mười hai tháng vào tháng 9 năm 1999, 1.086 người Venezuela đã được cấp tị nạn theo Dịch vụ Di trú và Nhập tịch Hoa Kỳ. Người ta đã tính toán rằng từ năm 1998 đến 2013, hơn 1,5 triệu người Venezuela, từ 4% đến 6% tổng dân số Venezuela, đã rời khỏi đất nước sau Cách mạng Bolivar. Nhiều công dân Venezuela trước đây đã nghiên cứu đưa ra lý do rời khỏi Venezuela bao gồm thiếu tự do, mức độ bất an cao và thiếu cơ hội ở nước này. Nó cũng đã được tuyên bố rằng một số cha mẹ ở Venezuela khuyến khích con cái của họ rời khỏi đất nước để bảo vệ con cái của họ do những bất an mà Venezuela phải đối mặt. Điều này đã dẫn đến chảy máu chất xám xảy ra ở Venezuela.
Vào tháng 11 năm 2018, Cao ủy Liên hợp quốc về người tị nạn (UNHCR) và Tổ chức di trú quốc tế(IOM) cho biết số người tị nạn đã tăng lên 3 triệu, hầu hết trong số đó đã đến các nước Mỹ Latinh khác và Caribbean

## Tác động đến các quốc gia khác
Chủ nghĩa Bolivar được mô phỏng ở Bôlivia và Ecuador, nơi trải qua các cuộc khủng hoảng của các đảng chính trị. Theo một nghiên cứu năm 2017, chủ nghĩa Bolivar đã thất bại trong việc lan rộng ra khắp châu Mỹ Latinh và Caribbean "ở các quốc gia nơi các đảng chính trị và thể chế dân chủ vẫn hoạt động, và nơi xã hội dân sự và cánh tả coi trọng dân chủ, đa nguyên và quyền tự do do kinh nghiệm độc đoán tàn bạo.  Nghiên cứu cũng cho thấy rằng "nỗi sợ của chủ nghĩa Bolivar cũng dẫn đến một cuộc đảo chính chống lại tổng thống Zelaya ở Honduras".
Các khía cạnh của chủ nghĩa Bolivar đã được đảng chính trị Tây Ban Nha Podemos điều chỉnh.